# ارزن جنگلی (سرده)
ارزن جنگلی، علف جنگلی (نام علمی: Oplismenus) نام یک سرده از تیره گندمیان است.

## گونه‌ها
- ارزن جنگلی Oplismenus undulatifolius
- ارزن جنگلی انبوه Oplismenus compositus
- Oplismenus burmannii
- Oplismenus flavicomus
- Oplismenus fujianensis
- Oplismenus hirtellus
- Oplismenus thwaitesii